# Zaira argentina
Zaira argentina är en tvåvingeart som först beskrevs av Townsend 1931.  Zaira argentina ingår i släktet Zaira och familjen parasitflugor. Inga underarter finns listade i Catalogue of Life.